# Mariano Novellas Briansó
Mariano Novellas Briansó (Santa Coloma de Queralt, Conca de Barberà, 1 de març de 1742 – Seròs, Segrià, primer terç del segle XIX) va ser un escultor català, deixeble de Lluís Bonifaç i Massó.
Novellas creix en un ambient artístic, atès que el seu pare (Joan Novellas Andreu) era escultor i el seu tiet Josep era daurador. Poc després de morir Joan (1656) entra al taller de l'escultor vallenc Lluís Bonifaç, on resta almenys fins a 1763, quan sol·licita l'ingrés a l'Academia de San Fernardo de Madrid. Es desconeix el resultat d'aquesta petició.
Just després de casar-se amb Teresa Busquets, a Santa Coloma de Queralt (1767), es desplaça a Aitona per realitzar el retaule de l'església de Santa Quitèria, per la qual cobra 513 lliures, i en la qual treballa almenys fins a 1770. Aquest any, firma el contracte per dur a terme el retaule de les ànimes del Purgatori, a l'església parroquial de Riba-roja d'Ebre, que es trobava en construcció. No s'ha conservat cap imatge o testimoni visual d'aquest retaule.
El 1774, Novellas s'ofereix al capítol de Lleida per fer el retaule de la Resurrecció, que prèviament havia dissenyat Bonifàç.
El maig de 1779, Novellas firma un contracte amb el rector de Serós per a la realització del retaule major de l'església parroquial. Un encàrrec pel qual va cobrar 3.000 lliures, i pel qual es comprometia a fer escenes amb relleu, ornar el sagrari per la part interior amb pilastres, cornises i talla, i muntar el torn per pujar i baixar el Santíssim. Tampoc s'han conservat imatges d'aquesta obra.
També es desconeix quan i on va morir Mariano Novellas, en una data posterior a 1804, quan fa de testimoni en la venda d'una casa a Seròs. 